# Municipio de Juárez Hidalgo
El municipio de Juárez Hidalgo es uno de los ochenta y cuatro municipios que conforman el estado de Hidalgo, México. La cabecera municipal es la localidad de Juárez, y la localidad más poblada es San Lorenzo Itztacoyotla.
El municipio se localiza al centro norte del territorio hidalguense entre los paralelos 20°46′ y 20°55′ de latitud norte; los meridianos 98°46′ y 98°55′ de longitud oeste; con una altitud entre 600 y 2100 m s. n. m. Este municipio cuenta con una superficie de 110.80 km², y representa el 0.53 % de la superficie del estado; dentro de la región geográfica denominada como Sierra Alta.
Colinda al norte con los municipios de Tlahuiltepa y Molango de Escamilla; al este con los municipios de Molango de Escamilla y Eloxochitlán; al sur con el municipio de Eloxochitlán; al oeste con los municipios de Eloxochitlán y Tlahuiltepa.

## Toponimia
Nombrado así en honor a los héroes mexicanos Miguel Hidalgo y Costilla y Benito Juárez García.

## Geografía

### Relieve e hidrográfica
En cuanto a fisiografía se encuentra dentro de la provincia de la Sierra Madre Oriental; dentro de la subprovincia del Carso Huasteco. Su territorio es sierra (79.0%) y Meseta (21.0%).
En cuanto a su geología corresponde al periodo cretácico (90.0%), neógeno (6.39%) y jurásico (1.0%). Con rocas tipo ígnea extrusiva: brecha volcánica ácida (4.0%), andesita (1.39%) y basalto (1.0%); sedimentaria: caliza (90.0%) y caliza-lutita (1.0%). En cuanto a edafología el suelo dominante es leptosol (62.0%) y luvisol (35.39%).
En lo que respecta a la hidrología se encuentra posicionado en la región hidrológica del Pánuco; en la cuenca del río Moctezuma; dentro de las subcuenca del río Amajac. Los ríos de La Piedra Colorada, el Ocotenango y el Abrevadero, cruzan el municipio.

### Clima
El territorio municipal se encuentran los siguientes climas con su respectivo porcentaje: Templado subhúmedo con lluvias en verano, de menor humedad (38.0%), templado subhúmedo con lluvias en verano, de mayor humedad (32.0%), semiseco semicálido (26.0%) y semicálido húmedo con lluvias todo el año (4.0%). Es de clima cálido, registra una temperatura media Anual de 17 °C y una
precipitación pluvial de 1500 milímetros por año.

### Ecología
En cuanto a flora es de bosques y pastizales, en el cual encontramos lechuguilla, perstón, guapilla, ocote rojo, encino manzanilla, encino negro, palma, nopal, membrillo, sauce, álamo, pino, etc. En cuanto a fauna se encuentra una gran variedad de aves cantoras, como cenzontle, gorrión, jilguero, calandria, así como reptiles, arácnidos, e insectos de distintas especies. También diversas especies, como conejo, liebre, coyote, ardilla y ratas de campo.

## Demografía

### Población
De acuerdo a los resultados que presentó el Censo Población y Vivienda 2020 del INEGI, el municipio cuenta con un total de 2895 habitantes, siendo 1370 hombres y 1525 mujeres. Tiene una densidad de 26.1 hab/km², la mitad de la población tiene 36 años o menos, existen 89 hombres por cada 100 mujeres.
El porcentaje de población que habla lengua indígena es de 1.46 %, y el porcentaje de población que se considera afromexicana o afrodescendiente es de 5.08 %. Tiene una Tasa de alfabetización de 99.7 % en la población de 15 a 24 años, de 84.9 % en la población de 25 años y más. El porcentaje de población según nivel de escolaridad, es de 10.4 % sin escolaridad, el 69.8 % con educación básica, el 14.8 % con educación media superior, el 4.7 % con educación superior, y 0.3 % no especificado.
El porcentaje de población afiliada a servicios de salud es de 74.3 %. El 4.2 % se encuentra afiliada al IMSS, el 77.0 % al INSABI, el 7.9 % al ISSSTE, 10.6 % IMSS Bienestar, 0.9 % a las dependencias de salud de PEMEX, Defensa o Marina, 0.5 % a una institución privada, y el 0.5 % a otra institución. El porcentaje de población con alguna discapacidad es de 10.7 %. El porcentaje de población según situación conyugal, el 32.1 % se encuentra casada, el 28.6 % soltera, el 25.8 % en unión libre, el 4.0 % separada, el 0.5 % divorciada, el 9.0 % viuda.
Para 2020, el total de viviendas particulares habitadas es de 955 viviendas, representa el 0.1 % del total estatal. Con un promedio de ocupantes por vivienda 3.3 personas. Predominan las viviendas con tabique y block. En el municipio para el año 2020, el servicio de energía eléctrica abarca una cobertura del 98.5 %; el servicio de agua entubada un 19.6 %; el servicio de drenaje cubre un 92.8 %; y el servicio sanitario un 97.4 %.

### Localidades
Para el año 2020, de acuerdo al Catálogo de Localidades, el municipio cuenta con 7 localidades.
| Código INEGI | Localidad                | Población (2020) | Porcentaje (%) | Ámbito Población | Categoría Población |
| ------------ | ------------------------ | ---------------- | -------------- | ---------------- | ------------------- |
| 130330002    | San Lorenzo Itztacoyotla | 966              | 33.37          | Rural            | Comunidad           |
| 130330004    | Santa María              | 864              | 29.84          | Rural            | Comunidad           |
| 130330001    | Juárez Hidalgo           | 616              | 21.28          | Rural            | Cabecera municipal  |
| 130330003    | San Nicolás Coatzontla   | 434              | 14.99          | Rural            | Ranchería           |
| 130330011    | Tetipanchalco            | 6                | 0.21           | Rural            | Ranchería           |
| 130330016    | Tlalostoteno             | 5                | 0.17           | Rural            | Ranchería           |
| 130330007    | Los Tejocotes            | 4                | 0.14           | Rural            | Ranchería           |

## Política
Se erigió como municipio el 1 de octubre de 1920. El Honorable Ayuntamiento está compuesto por: un presidente municipal, un síndico y cinco regidores y tres Delegados. De acuerdo al Instituto Nacional electoral (INE) el municipio está integrado por cuatro secciones electorales, de la 0642 a la 0645. Para la elección de diputados federales a la Cámara de Diputados de México y diputados locales al Congreso de Hidalgo, se encuentra integrado al III Distrito Electoral Federal de Hidalgo y al II Distrito Electoral Local de Hidalgo. A nivel estatal administrativo pertenece a la Macrorregión IV y a la Microrregión III, además de a la Región Operativa XII Molango.

### Cronología de presidentes municipales
| Periodo                  | Nombre                     | Afiliación política        |
| ------------------------ | -------------------------- | -------------------------- |
| 1964-1967                | Eleuterio Lugo             | -                          |
| 1967-1970                | Ernesto López Sánchez      | -                          |
| 1970-1973                | Salvador Bazán Zapata      | -                          |
| 1973-1976                | Narciso Santos Salcedo     | -                          |
| 1976-1979                | Eleuterio Gutiérrez Miguel | -                          |
| 1979-1982                | Eulogio Zapata Bazán       | -                          |
| 1982-1985                | Ernesto Zapata Ferrusquía  | -                          |
| 1985-1988                | Roberto Pérez Rubio        | -                          |
| 1988-1991                | Pedro Pérez García         | -                          |
| 1991-1994                | Faustino Sánchez Pérez     | -                          |
| 16/01/1994 al 15/01/1997 | Valentín Zapata Pérez      | PRI                        |
| 16/01/1997 al 15/01/2000 | Edgar Salcedo Rangel       | PRI                        |
| 16/01/2000 al 15/01/2003 | Elmer Céspedes Galindo     | PRI                        |
| 16/01/2003 al 15/01/2006 | Hilario Marín Hernández    | PRI                        |
| 16/01/2006 al 15/01/2009 | Idalid Zapata Pérez        | PRI                        |
| 16/01/2009 al 15/01/2012 | Noé Zapata Sánchez         | PRD                        |
| 16/01/2012 al 04/09/2016 | Leticia Santos Salcedo     | PRI                        |
| 05/09/2016 al 04/09/2020 | Jazzmín Montaño Dorantes   | PRD                        |
| 05/09/2020 al 14/12/2020 | Javier Salcedo Hernández   | Concejo Municipal Interino |
| 15/12/2020 al 04/09/2024 | Noé Zapata Sánchez         | PRD                        |
| 05/09/2024 al 04/09/2027 | Luis Enrique Tapia Zapata  | PRD                        |

## Economía
En 2015 el municipio presenta un IDH de 0.649 Medio, por lo que ocupa el lugar 68.º a nivel estatal; y en 2005 presentó un PIB de $78 172 344 pesos mexicanos, y un PIB per cápita de $27 721 (precios corrientes de 2005).
De acuerdo con el Consejo Nacional de Evaluación de la Política de Desarrollo Social (Coneval), el municipio registra un Índice de Marginación Medio. El 47.2% de la población se encuentra en pobreza moderada y 26.1% se encuentra en pobreza extrema. En 2015, el municipio ocupó el lugar 57 de 84 municipios en la escala estatal de rezago social.
A datos de 2015, en materia de agricultura, se produce maíz con 639 ha sembradas, pastos con 226 ha sembradas y el fríjol con 68 ha. En cuanto al café, se mantiene un importante cultivo de 458 hectáreas sembradas, siendo este uno de los principales cultivos del municipio. En ganadería se tiene 433 cabezas de ganado porcino, 432 de ganado bovino, 158 de ganado caprino y 123 al ganado ovino, así mismo se cuentan con aves de engorda, con una población de 10 847 aves de corral.
Para 2015 existen 48 unidades económicas, que generaban empleos para 103 personas. En lo que respecta al comercio, se cuenta con cuatro tiendas Diconsa, y dos tiendas Liconsa. De acuerdo con cifras al año 2015 presentadas en los censos económicos del INEGI, la Población Económicamente Activa (PEA) del municipio asciende a 726 de las cuales 703 se encuentran ocupadas y 23 se encuentran desocupadas. El 44.52% pertenece al sector primario, el 15.36% pertenece al sector secundario, el 39.83% pertenece al sector terciario y 0.29% no especificado.